# Halime Hatun
Halime Sultan (osmanisch حلیمه خاتون, auch Hayme Ana und Halime Hatun, gestorben im 13. Jahrhundert in Söğüt) war der Legende nach Ehefrau des oghusischer Clanführers Ertuğrul Gazi und Mutter von Osman I.

## Biografie
In zeitgenössischen Texten ist sie nicht erwähnt. Herkunft und Geburtsort sind unbekannt. In den später verfassten Legenden wird sie auch „Hayme Ana“ und „Halime Hatun“ genannt. Hayme Ana ist aber auch der Name von Ertuğruls Mutter. Der Historiker Heath W. Lowry nennt Halime Hatun nicht als Mutter von Osman I. Ihre Ende des 19. Jahrhunderts durch Sultan Abdul Hamid II. angelegte Grabstätte befindet sich im Garten des Grabes von Ertuğrul Gazi in Söğüt.

## Adaptation in Medien
In der türkischen Fernsehserie Diriliş Ertuğrul wird Halime Hatun von der türkischen Schauspielerin Esra Bilgiç gespielt.